# Pterolophia fuscoscutellata
Pterolophia fuscoscutellata là một loài bọ cánh cứng trong họ Cerambycidae.